# Phloeonemus marlorelli
Phloeonemus marlorelli is een keversoort uit de familie somberkevers (Zopheridae). De wetenschappelijke naam van de soort werd in 1943 gepubliceerd door Warren Samuel Fisher.